# Nagy Károly (építészmérnök)
Benkepatonyi Nagy Károly (Sepsiszentgyörgy, 1870. január 19. – Budapest, 1939. március 3.) okleveles építész, nyugdíjas műegyetemi nyilvános rendes tanár, a Ferenc Jószef-rend lovagja, tartalékos százados.

## Életpályája
Szülei Nagy Károly és Solymossy Karolina voltak. 1895-ben végzett a budapesti Műegyetemen. 1896-tól 20 éven át a középítéstan tanszék tanársegéde, 1902-től adjunktusa volt. 1909–1922 között a Magyar Tudományos Akadémia művészeti tanácsadója volt. 1923–1935 között a középítéstan nyilvános rendes tanára volt.
Tervezői munkásságát Pecz Samu mellett kezdte: részt vett a műegyetemi épűletek tervezésében is. Pecz Samu (1854-1922) halála után ő fejezte be az Országos Levéltár épületét. Önállóan is számos középületet és lakóépületet tervezett.
Arvé Károllyal és Rerrich Bélával közösen összegyűjtötte Pecz Samu hagyatékát, majd a Műcsarnok 1925. évi tavaszi tárlatán ki is lett állítva az.
Temetése a Farkasréti temetőben történt. (41-1-54/55).

## Ismert épületei

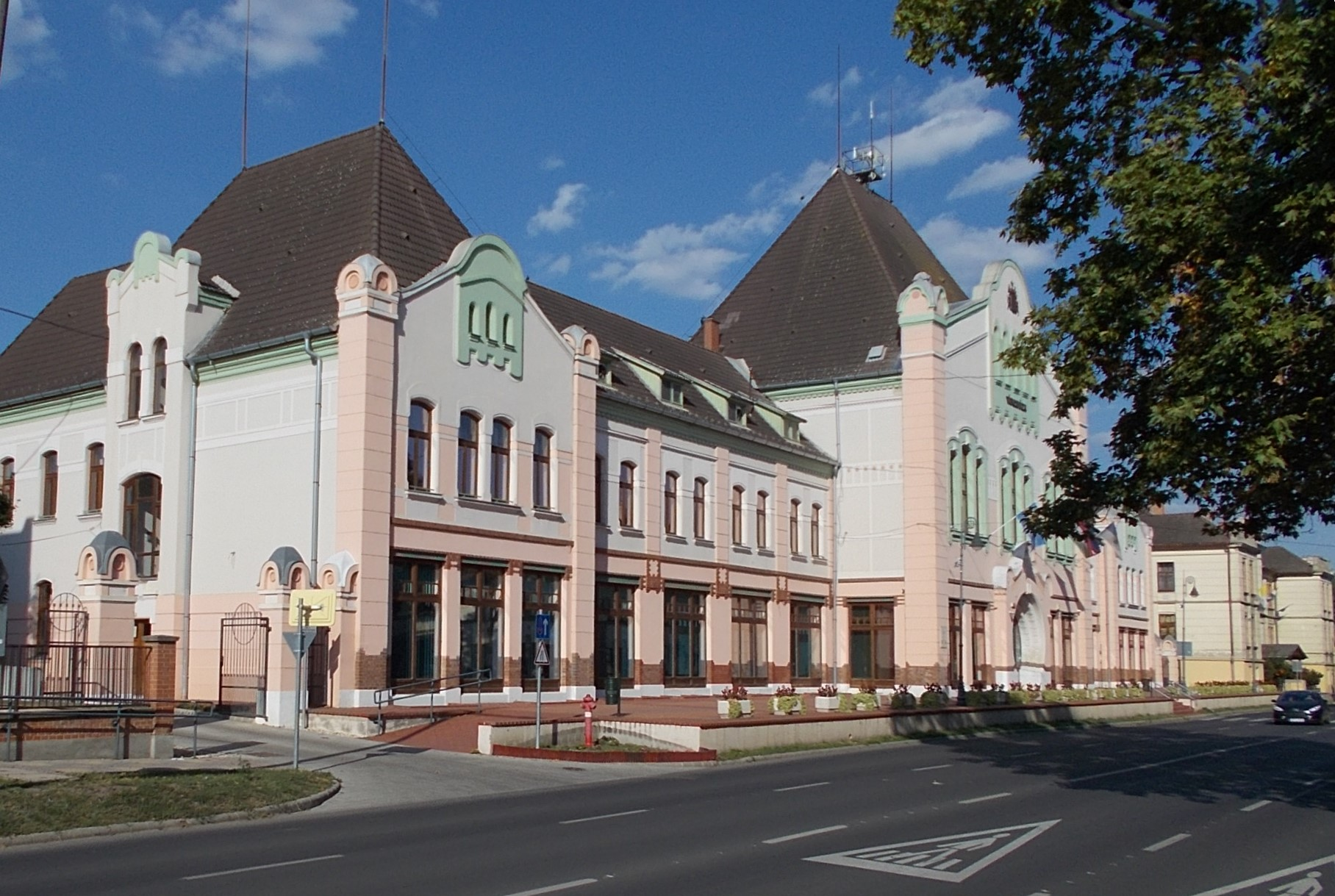
Községháza, Törökszentmiklós

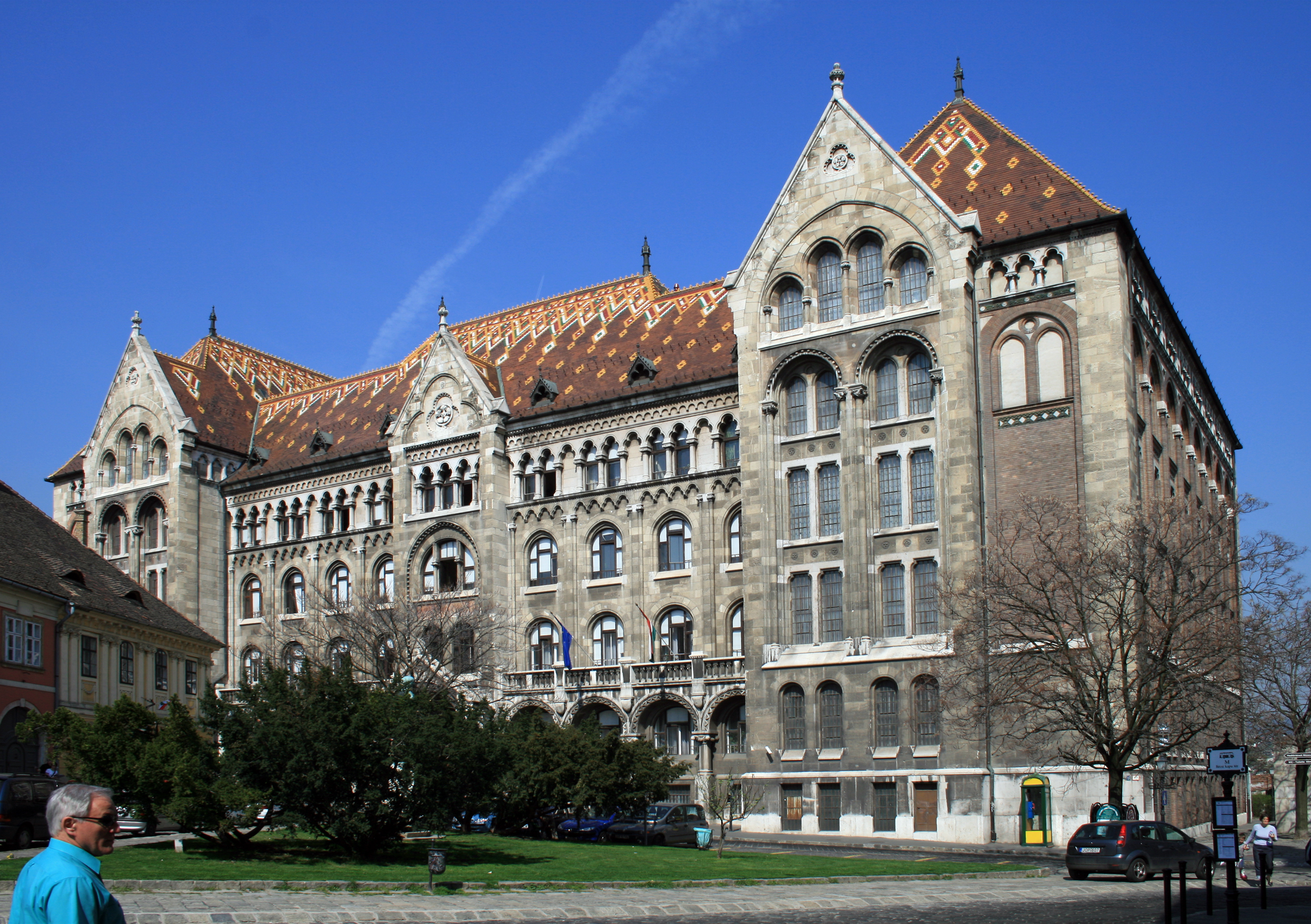
A Magyar Nemzeti Levéltár főépülete, Budapest

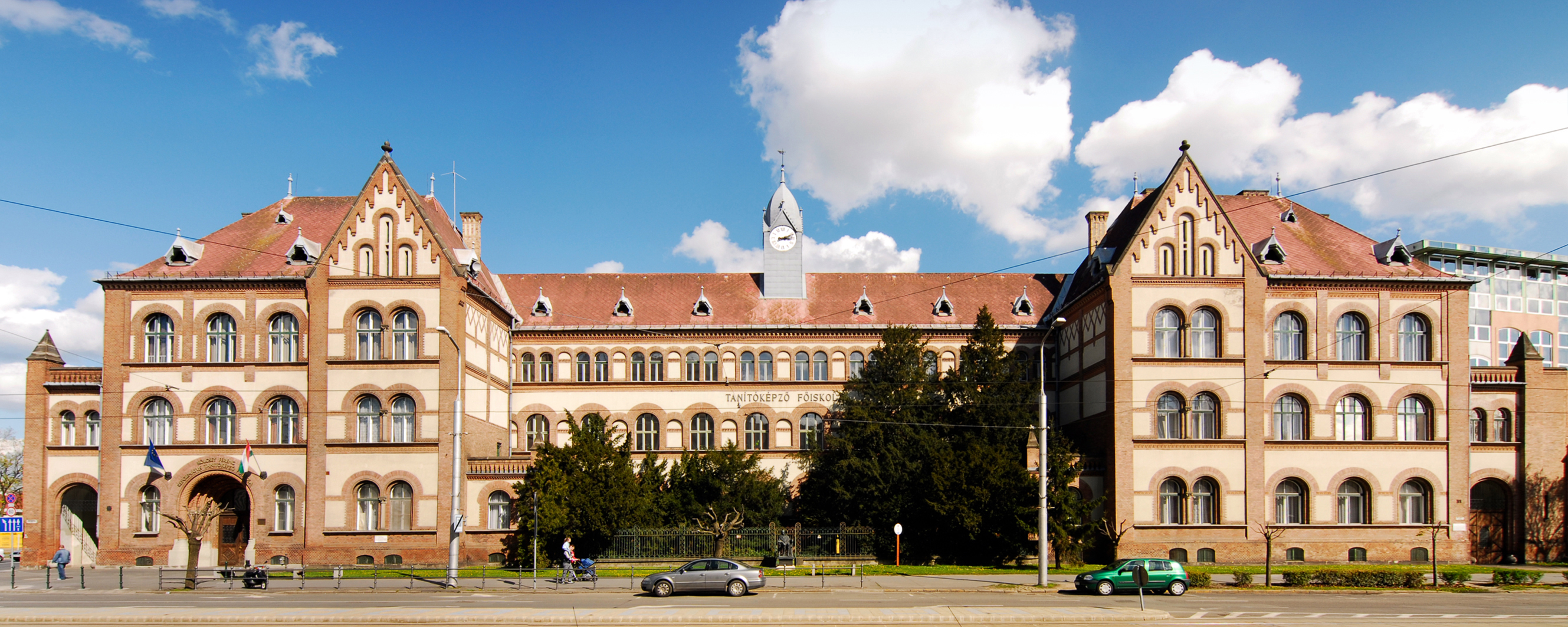
Új református főgimnázium, Debrecen

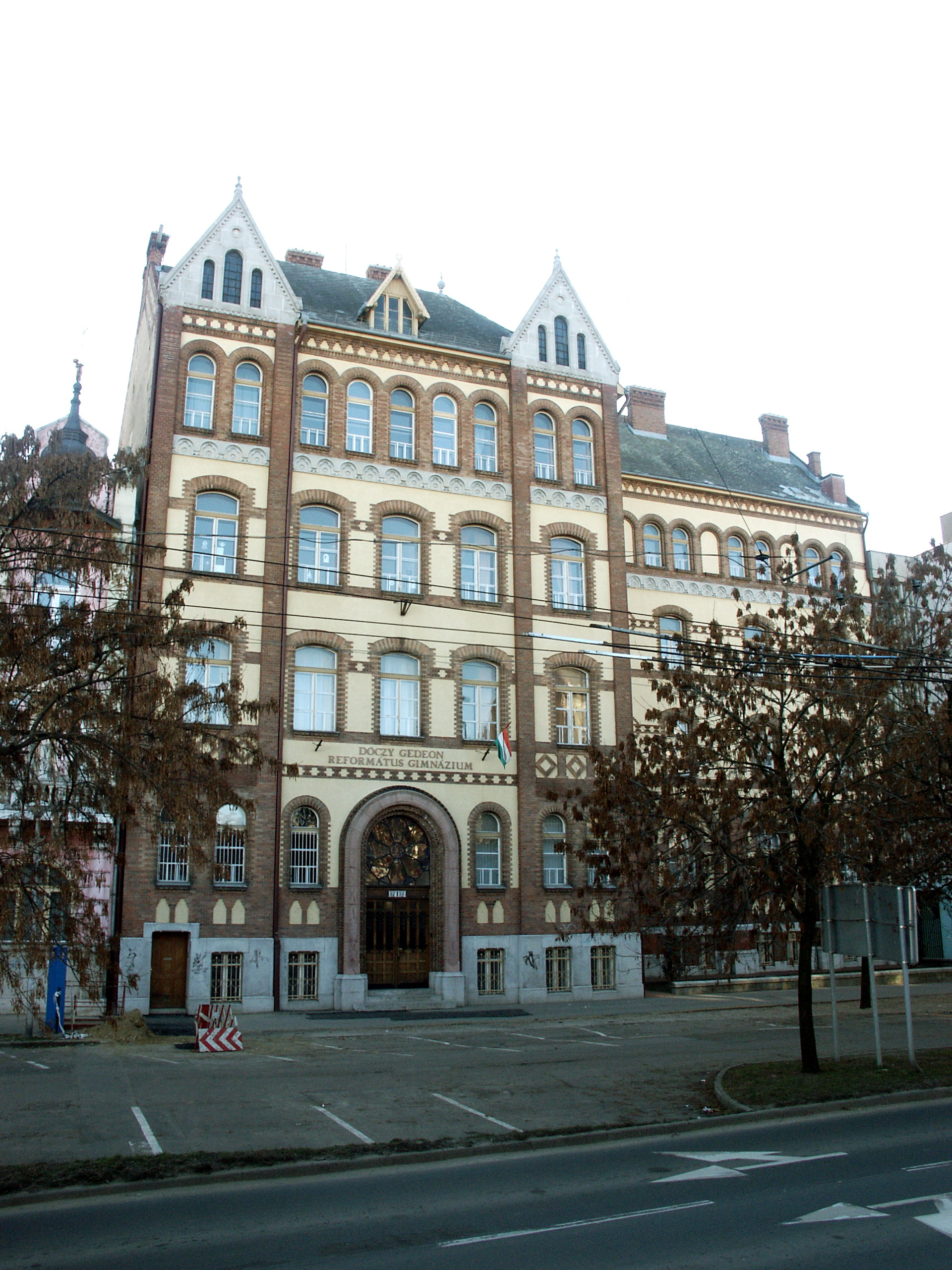
Debreceni Református Dóczy Leánynevelő Intézet

- 1908–1909: Községháza, Törökszentmiklós, Kossuth Lajos utca 135.[8][9]
- 1909: lakóház, Budapest, Hajnóczy József u. 16.[10]
- 1909: lakóház, Budapest, Hajnóczy József u. 18.[11]
- 1911–1913: Új református főgimnázium, Debrecen, Péterfia u. 1-7. (Pecz Samuval közösen)[12]
- 1913–1923:[13] A Magyar Nemzeti Levéltár főépülete, Budapest, Bécsi Kapu tér 2-4. (Pecz Samuval közösen)[14]
- 1910-es évek: a Budapesti Műszaki és Gazdaságtudományi Egyetem egyes épületei, Budapest (Pecz Samuval közösen)
- 1925: Debreceni Református Dóczy Leánynevelő Intézet (ma: Debreceni Református Kollégium Dóczy Gimnáziuma), Debrecen, Kossuth u. 35-37.[15][16]
- ?: Nagy Károly villája, Budapest, Pilóta u. 15.[17]

1909 körül részt vett a Műegyetem tervezési munkálataiban Pecz Samu mellett.

### Tervben maradt épületek
- ?: Műegyetemi diákszálló és menza, Budapest, Stoczek u. (Bábolnay Józseffel és Löbl Ferenccel közös munka)[19]